# Nils Montan
Nils Torvald Montan (* 28. August 1916 in Göteborg; † 11. März 1986) war ein schwedischer Diplomat.
Montan legte 1939 das juristische Examen ab und trat im gleichen Jahr in den Auswärtigen Dienst seines Landes ein. Er fand unter anderem in Budapest, Bukarest, Frankfurt am Main, Bonn und Washington Verwendung. 1959 wurde er zum Botschaftsrat ernannt. Von 1960 bis 1963 war er Minister im Rang eines Botschafters bei der EFTA und von 1963 bis 1964 Ständiger Vertreter Schwedens bei den internationalen Organisationen in Genf. Er war dann drei Jahre stellvertretender Kabinettssekretär und von 1967 bis 1972 schwedischer Botschafter in Bonn. In den Jahren 1966/67 war er zudem Chefunterhändler der nordischen Staaten bei den GATT-Verhandlungen der Kennedy-Runde.